# Symphonia (arna)
Symphonia és un gènere d'arnes de la família Crambidae.

## Taxonomia
- Symphonia albioculalis Hampson, 1906
- Symphonia leucostictalis Hampson, 1906
- Symphonia marionalis Viette, 1958
- Symphonia multipictalis Hampson, 1896 (a Sri Lanka)
- Symphonia nymphulalis Marion & Viette, 1956 (a Madagascar)

## Espècies antigues
- Symphonia secunda Strand, 1919
- Symphonia trivitralis  (Warren, 1895)